# هاريسون كينيدي (لاعب كرة قدم)
هاريسون كينيدي (بالألمانية: Harrison Kennedy)‏ (و. 1989  م) هو لاعب كرة قدم، من النمسا، ولد في مونروفيا، يلعب كمهاجم.

## روابط خارجية
- هاريسون كينيدي على موقع قاعدة بيانات كرة القدم.إي يو (الإنجليزية)
- هاريسون كينيدي على موقع بيانات كرة القدم. دي إي (الألمانية)